# 上海总工会
上海总工会，是一个历史上曾经存在的工会。其总部位于今上海市宝山路403弄2号。 

## 历史
1925年，五卅惨案爆发。同年5月31日中国共产党为加强和领导上海工人运动而成立上海总工会，该工会由李立三、刘少奇负责。6月1日下午，上海总工会建立后的第一道命令中宣布《上海总工会六一宣言》，并号召上海工人为反抗帝国主义大屠杀实现总同盟大罢工。同年9月18日，上海总工会遭奉系军阀刑士廉查封。